# Prosopography of the Later Roman Empire
Prosopography of the Later Roman Empire (PLRE) je nejvýznamnějším prosopografickým referenčním dílem zabývajícím se dějinami pozdní antiky. Jejím vydavatelem je Cambridge University Press.
S myšlenkou sepsat prosopografii pozdní antiky přišli již historikové Theodor Mommsen a Adolf von Harnack. Základy jejich práce byly z velké části zničeny spojeneckým bombardováním berlínského archívu během druhé světové války. V jejich započatém díle po válce pokračovali Arnold Hugh Martin Jones, John Robert Martindale a John Morris, i když z původní Mommsenovy práce se dochovalo minimum. Arnold Jones nejprve oslovil ve světě odborníky na danou tematiku, aby prozkoumali dostupné starověké zdroje. Když se k projektu připojilo i několik známých badatelů, Arnold Jones zajistil financování celého projektu. O latinské záznamy a nápisy se postaral John Morris, přičemž využil i své zkušenosti z práce na Prosopographia Imperii Romani. V prosopografii byly využity i informace z Paulyho encyklopedie Realencyclopädie der classischen Altertumswissenschaft. Shromážděné informace byly následně roztříděny a porovnány se zbytky sbírek berlínského archívu.
V roce 1964 se začalo pracovat na samotných článcích k prvnímu dílu. Arnold Jones vytvořil základy o většině osobnostech s titulem Vir illustris (nejvyšší senátorský titul pozdní antiky), zatímco John Martindale koncipoval články téměř o všech ostatních osobnostech daného období. Nakonec John Martindale zkontroloval Jonesovy články a částečně je zrevidoval, naproti tomu Arnold Jones zkontroloval Martindaleovy články. Dalšími články přispěli Alan Cameron, především biografiemi literárních postav a Edward A. Thompson přispěl biografiemi germánských osobností.
Prosopography of the Later Roman Empire se skládá ze tří svazků, přičemž třetí svazek byl pro svou velikost rozdělen na další dva svazky, které vycházely v letech 1971 až 1992. Pouze John Martindale se dožil dokončení celého díla. Arnold Jones byl až do své smrti v roce 1971 vedoucím celého projektu, za který byli následně zodpovědní John Martindale, Edward A. Thompson, Alan Cameron a Philip Grierson. Celý obří projekt byl financován mimo jiné Britskou akademií a administrativní podporu poskytla Univerzita v Cambridgi.
Obsah prosopografie uvádí většinu známých osobností, které se objevili a hráli významnou roli mezi lety 260 a 641. Vzhledem k tradici pozdní antiky v prosopografii převažují příslušníci vyšší třídy, známí úředníci a jejich rodinní příslušníci. Duchovní nebyli do díla záměrně zařazení. Skupina osobností popisovaných v prosopografii není omezena na příslušníky starověkého Říma, ale jsou zde zastoupeny i osobnosti ostatních národů pozdní antiky, Peršané, Gótové, Vandalové či Hunové.
Délka příspěvků k jednotlivým osobnostem je odlišná. Zatímco římští císaři a císařovny jsou záměrně popsány jen velmi stručně, jiným osobnostem je věnováno několik stránek. Kupříkladu životopisu východořímského vojevůdce Belisara je ve třetím díle věnováno 42 stran. Ke každé zaznamenané osobnosti jsou uvedeny odkazy na zdroje a úřady, které dotyčná osoba zastávala. Prosopography of the Later Roman Empire obsahuje i rodokmeny starověkých dynastií.
Dodatky a opravy záznamů k jednotlivým osobnostem byly publikovány v několika odborných časopisech, včetně časopisu Phoenix, Zephyrus, Historia a Journal of Late Antiquity.

## Vydané svazky
- Prosopography of the Later Roman Empire. Cambridge University Press, Cambridge 1971-1992
  - Svazek 1 - AD 260–395, 1971, ISBN 0-521-07233-6 (digitální verze)
  - Svazek 2 - AD 395–527, 1980, ISBN 0-521-20159-4 (digitální verze)
  - Svazek 3 - AD 527–641, 1992, ISBN 0-521-20160-8
    - 1 část 3 svazku - Abandanes – ʿIyād ibn Ghanm (digitální verze)
    - 2 část 3 svazku - Kâlâdji – Zudius (digitální verze)